# Stanley Jordan
Stanley Jordan (Chicago, Illinois, 1959. július 31. –) amerikai jazzgitáros és zeneszerző, aki különleges, zongoraszerű kétkezes tapping technikájáról híres.

## Életpályája
6 évesen kezdett zongorázni és 11 évesen váltott gitárra. Jordan a Princeton egyetemen tanult, zeneelméletből és zeneszerzésből diplomázott, de úgy döntött, hogy inkább utcazenészként keresi kenyerét New York, Philadelphia, és számos más közép-nyugati és déli állam városainak utcáin. Hamar híre ment, hogy egy zseniális gitáros aprópénzért játszik, és nemsokára szerződést kapott az újraéledő Blue Note Recordstól, mint a kiadó első művésze.
1985-ben Jordan kiadta Magic Touch című albumát, melynek felvételénél Al Di Meola ült a produceri székben. Az album rakétaként tört be a Billboard Jazz Charts lista élére, ahol 49 hétig tartotta a helyét, és meglepő módon a popzenei eladási listákra is bejutott. A személyét és hirtelen felemelkedését övező érdeklődés főleg szokatlan játéktechnikájának volt köszönhető, ami olyan megdöbbentő, hogy elsőre lehengerlő benyomást kelt. Azonban az évek során kiderült, hogy Jordan technikai tudása ugyanolyan szintű zenészi kvalitással és kreativitással párosul. A 90-es évek eleje óta inkább a kifejezésmódra helyezi a hangsúlyt, mint a sebességre és a bonyolultságra.

## Stílusa
Általában Jeff Watsont (Night Ranger) szokás a nyolc ujjas tapping technika „feltalálójának” hívni, de Stanley Jordan is legalább annyira járult hozzá a fenti stílus kialakításához. Jordan kompozíciói és szólói egymástól független akkordmenetekből, basszuskíséretből, és dallamokból állnak. Zongorajátékot idéző technikáját tizenévesként dolgozta ki, ez a játékstílus képezi az ún. touch-gitározás alapját. A normál gitárhangolást logikátlannak találta, így hangszerét máig kvartokra hangolva használja: E, A, D, G, C, F.

## Felszerelései
Gitárok:
Ibanez Roadstar, Travis Bean
Erősítők:
Roland JC - 120
Pedálok:
2 darab Yamaha UD Stomp

## Diszkográfia
- Touch Sensitive (1982)
- Magic Touch (1985)
- Standards, Vol. 1 (1986)
- Flying Home (1988)
- Cornucopia (1990)
- Stolen Moments (1991)
- Bolero (1994)
- The Best of Stanley Jordan (1995)
- Stanley Jordan Live in New York (1998)
- Relaxing Music for Difficult Situations, I (2003)
- Ragas (2004)
- Dreams of Peace (2004)
- State of Nature (2008)